# Wspólnota administracyjna Hainich-Werratal
Wspólnota administracyjna Hainich-Werratal (niem. Verwaltungsgemeinschaft Hainich-Werratal) – wspólnota administracyjna w Niemczech, w kraju związkowym Turyngia, w powiecie Wartburg. Siedziba wspólnoty znajduje się w mieście Amt Creuzburg, natomiast do 30 grudnia 2019 siedziba znajdowała się w mieście Creuzburg. Do 30 września 2014 wspólnota nazywała się Mihla (Verwaltungsgemeinschaft Mihla), a siedziba jej znajdowała się w miejscowości Berka vor dem Hainich.
Wspólnota administracyjna zrzesza sześć gmin, w tym jedną gminę miejską (Stadt) oraz pięć gmin wiejskich (Gemeinde): 
1. Berka vor dem Hainich
2. Bischofroda
3. Amt Creuzburg, miasto
4. Krauthausen
5. Lauterbach
6. Nazza

31 grudnia 2013 do wspólnoty przyłączono miasto Creuzburg oraz gminy Ifta i Krauthausen, które do 30 grudnia 2013 wchodziły w skład wspólnoty administracyjnej Creuzburg. 1 stycznia 2019 gmina Ifta została przyłączona do miasta Treffurt. 31 grudnia 2019 miasto Creuzburg połączono z gminami Ebenshausen oraz Mihla i powstało w ten sposób nowe miasto Amt Creuzburg. 1 stycznia 2024 gmina Frankenroda została przyłączona do miasta Amt Creuzburg, a gmina Hallungen została przyłączona do gminy Südeichsfeld w powiecie Unstrut-Hainich.